# Feliks Kułow
Feliks Kułow (ur. 29 października 1948 we Frunze, obecnie Biszkek) – kirgiski polityk, wiceprezydent Kirgistanu w latach 1992–1993, były minister i gubernator obwodu czujskiego. Burmistrz Biszkeku w latach 1998–1999. Przywódca partii Ar Namys od 1999. Premier Kirgistanu od 15 sierpnia 2005 do 29 stycznia 2007.

## Kariera polityczna
Feliks Kułow urodził się w 1948 we Frunze w ówczesnej Kirgiskiej SRR. Ukończył Akademię Policyjną w ZSSR, a następnie rozpoczął służbę w szeregach policji. Po rozpadzie Związku Radzieckiego zajmował wysokie stanowiska w okresie rządów prezydenta Askara Akajew. Początkowo był ministrem spraw wewnętrznych. W latach 1992–1993 zajmował urząd wiceprezydenta Kirgistanu, odpowiedzialnego za nadzorowanie wprowadzania nowej kirgiskiej waluty, soma. Jednakże, po skandalu związanym ze zniknięciem rezerw złota został zmuszony do dymisji.
W latach 1993–1997 pełnił funkcję gubernatora obwodu czujskiego. Od 1997 do 1998 był szefem Narodowych Służb Bezpieczeństwa, w latach 1998–1999 burmistrzem Biszkeku. W lipcu 1999 założył własną partię Ar Namys (Godność). W lutym 2000 ogłosił zamiar startu w wyborach prezydenckich. Jednak w następnym miesiącu został aresztowany, a 22 stycznia 2001 skazany przez sąd na siedem lat więzienia za korupcję i nadużycie władzy w czasie kierowania służbami bezpieczeństwa. W listopadzie 2001 został wybrany liderem Kongresu Ludowego Kirgistanu, koalicji partii opozycyjnych wobec rządów prezydenta Askara Akajewa. Pracami ugrupowania kierował z więzienia.

## Rewolucja 2005
W marcu 2005 został zwolniony z więzienia zaraz po wybuchu tulipanowej rewolucji i obaleniu prezydenta Akajewa. 11 kwietnia 2005 Sąd Najwyższy oczyścił go z wszystkich zarzutów i uznał jego proces za politycznie motywowany.
Początkowo Kułow zamierzał kandydować w wyborach prezydenckich, zaplanowanych na 10 lipca 2005. Zgodnie z konstytucją kandydat na urząd prezydenta musiał płynnie posługiwać się językiem kirgiskim, co dla rosyjskojęzycznego Kułowa mogło stanowić pewną przeszkodę. Ostatecznie w maju wycofał swoją kandydaturę, przerzucając poparcie na Kurmanbeka Bakijewa, jednego z liderów rewolucji. Po zwycięstwie Bakijewa w wyborach prezydenckich i jego zaprzysiężeniu, 15 sierpnia 2005 został mianowany przez niego pełniącym obowiązki premiera Kirgistanu. 1 września 2005 jego kandydatura została zatwierdzona przez kirgiski parlament, głosami 55 za do 8 przeciw.

## Premier Kirgistanu
W listopadzie 2006 w Kirgistanie przyjęta została nowa konstytucja, która m.in. zmieniała strukturę i sposób wyboru parlamentu. 19 grudnia 2006 premier Kułow podał się do dymisji, by jak wyjaśniał, ułatwić jej wejście w życie. Innym z powodów jego rezygnacji był wzrost napięcia między władzą wykonawczą a ustawodawczą.
Prezydent Bakijew powierzył mu dalsze pełnienie obowiązków szefa rządu, a w połowie stycznia 2007 ponownie desygnował na stanowisko premiera. Kandydatura Kułowa 18 stycznia 2007 nie zyskała jednak akceptacji ze strony parlamentu. Nazajutrz po głosowaniu Bakijew raz jeszcze nominował Kułowa na urząd szefa premiera, jednakże i tym razem parlament odrzucił jego kandydaturę. W takiej sytuacji prezydent Bakijew zmienił kandydata i na urząd szefa rządu wyznaczył Azima Isabekowa, który po zatwierdzeniu przez parlament, 29 stycznia 2007 objął stanowisko premiera Kirgistanu.
Po opuszczeniu stanowiska premiera przyłączył się do opozycji, stając się zagorzałym krytykiem polityki prezydenta Bakijewa. W kwietniu 2007 brał udział w antyrządowych protestach.